# Nachtzug nach Lissabon (Film)

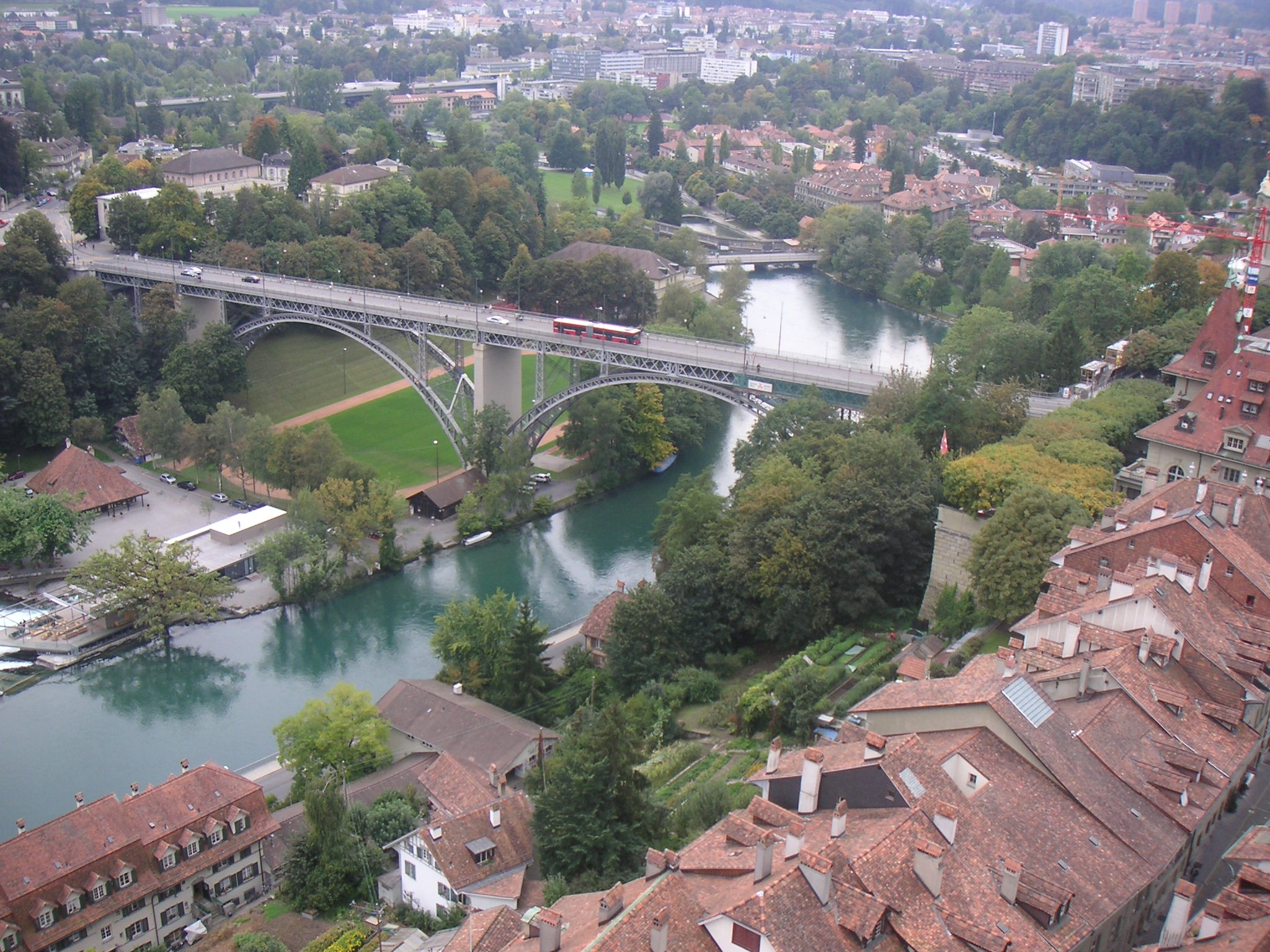
Kirchenfeldbrücke in Bern

Nachtzug nach Lissabon (Originaltitel: Night Train to Lisbon) ist ein Film von Bille August aus dem Jahr 2013. Premiere hatte der Film nach dem gleichnamigen Roman von Pascal Mercier am 13. Februar 2013 auf der 63. Berlinale, wo er außerhalb des Wettbewerbs lief. Kinostart in Deutschland war am 7. März 2013.

## Handlung
Raimund Gregorius ist ein in die Jahre gekommener Gymnasiallehrer für alte Sprachen in Bern, der – seit über fünf Jahren geschieden – allein in seiner mit Büchern vollgestopften, dunklen Etagenwohnung lebt, unter Schlaflosigkeit leidet und jeden Morgen schon vor dem Frühstück Schach mit sich selbst spielt. An einem regnerischen Morgen rettet er auf seinem Weg zur Schule eine junge Portugiesin, die gerade von der Kirchenfeldbrücke ins Wasser springen will. Auf ihre Bitte hin nimmt er die völlig durchnässte Frau zum Aufwärmen mit in seinen Lateinunterricht. Sie verlässt das Klassenzimmer allerdings schon bald wieder. In ihrem roten Mantel, den sie zurücklässt, findet Gregorius ein Buch des portugiesischen Autors Amadeu de Prado. Beim Durchblättern fällt eine Zugfahrkarte nach Lissabon heraus, Abfahrt in 15 Minuten. Gregorius eilt zum Bahnhof, kann das fremde Mädchen allerdings nirgends entdecken. Verwirrt von der Begegnung und fasziniert vom verheißungsvoll poetischen Titel des Buches, Um ourives das palavras (Ein Goldschmied der Worte), entschließt sich Gregorius kurzerhand, in den abfahrenden Zug einzusteigen, den Fahrschein für sich selbst zu nutzen und so spontan aus seiner jahrzehntelangen Alltagsroutine auszubrechen, um sich in Lissabon auf die Spurensuche nach dem Buchautor zu begeben.
Unter Amadeu de Prados alter Adresse findet er dessen verhärmte Schwester Adriana, die ihren Bruder abgöttisch verehrt und sich so verhält, als wäre ihr Bruder noch am Leben, obwohl ihre Dienerin Clotilde Gregorius heimlich verrät, dass Amadeu bereits seit über 30 Jahren verstorben ist und in Lissabon begraben liegt. Sie ist es auch, die dem Gast schildert, wie Amadeu einst als Medizinstudent seiner Schwester durch einen Luftröhrenschnitt das Leben rettete, als sie sich beim Essen verschluckt hatte und zu ersticken drohte. Clotilde klärt ihn außerdem darüber auf, dass Amadeu am Tag der Revolution gegen die Salazar-Diktatur an einem Aneurysma, von dem er gewusst, es anderen aber verschwiegen hatte, gestorben sei.
Als Gregorius auf dem Weg vom Friedhof mit einem Radfahrer zusammenstößt und ihm dabei seine alte Hornbrille zerbricht, verschreibt ihm die Augenärztin Mariana ein neues, moderneres Modell, mit dem ihm das Sehen plötzlich viel leichter fällt. Mariana freundet sich mit Gregorius an. Um ihm bei seinen Nachforschungen zu helfen, rät sie ihm, ihren alten Onkel João zu besuchen, der als Widerstandskämpfer Kontakt zu Amadeu de Prado hatte und nun in einem Altersheim wohnt. Während der portugiesischen Diktatur wurden ihm, der als Pianist gern Mozart spielte, vom Geheimdienstoffizier Mendes, der wegen seiner brutalen Folter- und Tötungsmethoden als Schlächter von Lissabon berüchtigt war, beide Hände zerschmettert. Zuvor war es ausgerechnet sein Freund Amadeu, der als Arzt diesem verhassten Menschenquäler mit einer Herzspritze das Leben rettete und deshalb in den Augen der unterdrückten Bevölkerung vom Samariter zum politischen Verräter wurde.
Mit Adrianas und Joãos Hilfe findet Gregorius Pater Bartolomeu, den ehemaligen Lehrer von Amadeu, der ihm begeistert von den herausragenden intellektuellen Fähigkeiten seines wahrheitsliebenden Musterschülers erzählt, dem aber auch dessen rebellische und gotteslästerliche, die Scheinheiligkeit von Schule, Kirche und Staat anprangernde Abi-Rede in bitterer Erinnerung geblieben ist.
Gregorius begegnet weiteren wichtigen Personen, die Amadeu gekannt haben, und taucht so immer tiefer in eine dramatische Dreiecksgeschichte ein, die während des Diktaturterrors spielt und in mehreren Rückblenden erzählt wird. Damals wehrte sich Amadeu zusammen mit seinem alten Schulkameraden Jorge und dessen Geliebter Estefânia gegen das Regime, bis Amadeu und Estefânia sich nähergekommen seien und ineinander verliebt hätten. Mehr aus Eifersucht als aus politischem Kalkül verlangte Jorge den Tod Estefânias, die wegen ihres phänomenalen Gedächtnisses, das die Daten aller Widerstandskämpfer gespeichert hatte, von der Geheimpolizei besonders hartnäckig gesucht wurde – für Amadeu ein unzumutbares Ansinnen, an dem die „unzertrennliche“ Männerfreundschaft zwischen Aristokraten- und Gemüsehändlersohn endgültig zerbrach. Anstatt Estefânia von Jorge erschießen zu lassen, brachte er sie in einer Nacht- und Nebelaktion außer Landes nach Spanien – eine Flucht, die nur deswegen gelang, weil der Geheimdienstchef Mendes, der sich Amadeu seit seiner Lebensrettung verpflichtet fühlte, seine Grenzposten entsprechend angewiesen hatte. An der spanischen Atlantikküste träumte Amadeu von einem gemeinsamen Leben mit Estefânia am Amazonas, eine Vorstellung, der sie allerdings fürchtete nicht gerecht werden zu können. Deswegen ließ sie sich von Amadeu nach Salamanca bringen und trennte sich dort von ihm.
Schließlich erfährt Gregorius, dass die junge Frau, die in Bern von der Brücke springen wollte, Catarina Mendes ist, die Enkelin jenes „Schlächters von Lissabon“. Er gibt ihr ihren roten Mantel zurück; das Buch Ein Goldschmied der Worte wieder an sich zu nehmen, lehnt sie jedoch ab. Anschließend fährt er mit der Augenärztin Mariana nach Salamanca, wo er Estefânia trifft, die immer noch um Amadeu trauert und sich für dessen Tod mitverantwortlich fühlt. Ihr schenkt er das Buch.
Als Gregorius seine Recherchen in Lissabon abgeschlossen hat und nach Bern zurückkehren will, um sein altes Leben wieder aufzunehmen, begleitet ihn die Augenärztin Mariana zum Bahnhof. Sie versucht ihn zu überreden, in Lissabon zu bleiben – und ihr Kompliment, dass sie ihn (im Gegensatz zu seiner Ex-Frau, die sich deswegen von ihm scheiden ließ) „überhaupt nicht langweilig“ finde, klingt wie eine Liebeserklärung. Völlig überrascht von dieser plötzlichen Wendung zögert Gregorius, in den Zug einzusteigen – Ende offen.

## Rezeption

### Zuschauerzahlen
Bundesweit wurden 2013 bei dem Film 745.391 Besucher an den Kinokassen gezählt, womit er in der Liste der meistbesuchten Filme des Jahres Platz 46 belegte. In der Schweiz zog der Film insgesamt 159.546 (davon 7095 in der Romandie) Zuschauer an.

### Kritiken
Für ihn als Autor sei der Film „zum Teil nicht leicht zu ertragen“ und „anstrengend“, bekannte Peter Bieri. „Die Dialoge sind zum Teil entsetzlich banal“. Allerdings hätten Regisseurin und Schauspieler, vor allem Irons und Courtenay „einen Teil der Atmosphäre des Buches eingefangen und so hat übrigens auch die Musik von Annette Focks viel beigetragen ... Es ist nicht ein misslungener Film. Das könne man nicht sagen.“

„Dass ein Lateinlehrer aus Bern […] auf eine Geschichte stößt, in der vor dreißig Jahren Blut und Tränen vergossen, Herzen gebrochen, Knochen zerschmettert wurden; dass die Schönheit der Stadt Lissabon auf seltsame Weise mit der Bitterkeit der Erinnerungen zusammenklingt, die in ihren Mauern nisten: Das alles ist August gleich wichtig oder unwichtig, und so gleicht sein Film einer Reise im geschlossenen Abteil, auf der man die wunderbarsten Landschaften sieht. Aber alle nur hinter Glas.“

„Große, satt ausgeleuchtete Cinemascope-Bilder allenthalben, große Namen in kleinsten Parts, Klaviermusik, wann immer es romantisch, Violinen, wenn es dramatisch, und Trompeten, wenn es traurig wird. Und doch: Beide Geschichten lassen einen seltsam unberührt, die Rahmenhandlung, weil hier nur Gewesenes erzählt wird, die Rückblende, weil sie nur das Gesagte bebildert. Beide Handlungsstränge nehmen sich gegenseitig die Kraft.“

„Eine uninspirierte, nahezu verstockte Bestselleradaption, die zu einer assoziationslosen Aneinanderreihung von Rückblicken auf eine Liebe in Zeiten der Revolution verkommt.“

„[E]s ist nicht so leicht, den aus Gesprächen und Erinnerungen bestehenden Roman zum Leben zu erwecken. Zu schwermütig, zu getragen und bedächtig ist der Erzählton des Schweizers Mercier. Dass ‚Nachtzug nach Lissabon‘ als Literaturverfilmung dennoch geglückt ist, liegt nicht zuletzt an den hochkarätigen Darstellern […]. Die Handlung springt mit jeder neuen Begegnung in die Vergangenheit – das ist nicht besonders originell, entspricht aber exakt der Struktur des Romans. Man muss die Euphorie von Pascal Mercier nicht teilen, für den Bille Augusts Adaption ‚eine Erfahrung von hypnotischer Wucht‘ war. Doch wer das Buch mochte, wird auch den Film lieben.“

„Trotz dieser Reduktion des Romans auf die wichtigsten Plot-Points ist Nachtzug nach Lissabon nicht einmal kurzweilig geworden. Das liegt zum einen an der lieblosen TV-Ästhetik und unmotivierten Inszenierung, zum anderen am bis auf wenige Ausnahmen unmotivierten Spiel der Darsteller. Bruno Ganz und August Diehl sind die Einzigen, die für etwas intensivere Momente sorgen, der übrige Cast beschränkt sich darauf, mit bedeutungsschwerem Blick wichtige Sätze in die Kamera zu sagen.“

Die Deutsche Film- und Medienbewertung FBW in Wiesbaden verlieh dem Film das Prädikat „besonders wertvoll“.